# Maury (Agly)
Der Maury (katalanisch Maurí) ist ein Fluss in Frankreich, der im Département Pyrénées-Orientales in der Region Okzitanien verläuft. Er entspringt im Gemeindegebiet von Saint-Paul-de-Fenouillet, entwässert generell Richtung Ostsüdost durch ein dünn besiedeltes Gebiet im Regionalen Naturpark Corbières-Fenouillèdes und mündet nach rund 19 Kilometern im Gemeindegebiet von Estagel als linker Nebenfluss in den Agly. Auf seinem Weg wird er von der Départementsstraße D 117 und der Bahnstrecke von Rivesaltes nach Axat begleitet, auf der der Touristenzug Train du Pays Cathare et du Fenouillèdes (Train rouge) verkehrt.

## Orte am Fluss
(Reihenfolge in Fließrichtung)
- Saint-Paul-de-Fenouillet
- Maury
- Estagel